# Kirkstead Abbey
Kirkstead Abbey ist eine ehemalige Zisterzienserabtei in England. Das Kloster lag rund 1,5 km südlich von Woodhall Spa bei Horncastle in Lincolnshire.

## Geschichte
Die Abtei wurde 1139 von Hugo Brito, dem Earl von Tattershall, als drittes Tochterkloster von Fountains Abbey in Yorkshire aus der Filiation der Primarabtei Clairvaux gestiftet. Die beiden ersten Äbte waren noch aus dem Benediktinerkloster S. Mary’s in York ausgezogen. Kirkstead Abbey gründete selbst im Jahr 1147 das Tochterkloster Hovedøya bei Oslo in Norwegen. 1187 wurde Kirkstead Abbey geringfügig an seinen späteren Ort verlegt. Im 14. Jahrhundert erlitt das Kloster schwere Einbußen. Im Jahr 1441 wurde der Abt von Kirkstead zusammen mit den Äbten von Furness Abbey, Byland Abbey, Sawley Abbey, Hailes Abbey und Morgan Abbey mit der Reform der Zisterzienserklöster in England betraut. 1534 wurde das Einkommen des Klosters auf 286 Pfund geschätzt. Im Zug der englischen Klosteraufhebung wurde die Abtei 1537 aufgelöst, nachdem der letzte Abt Richard Harrison und drei Mönche hingerichtet worden waren. Das Kloster wurde abgedeckt und verfiel bald. Der Duke of Suffolk erhielt es zu Lehen.

## Anlage und Bauten
Von der Anlage ist bis auf ein geringes Fragment der Abteikirche, der Südostecke des südlichen Querhauses aus dem 12. Jahrhundert, auf einer Viehweide nichts erhalten. Ein Pfad führt zu einer 1913/1914 restaurierten Torkapelle (St. Leonard) aus dem 13. Jahrhundert, der jetzigen Pfarrkirche. Die Luftbildarchäologie hat einige weitere Spuren des Klosters erkennen lassen.